# 王貞 (隋朝)
王貞（?—?）。字孝逸，梁郡陳留县（今河南省开封市）人，隋朝文学学者。
从小就聪明，七岁喜好学問，喜欢《毛詩》、《礼記》、《春秋左氏传》、《周易》，諸子百家之書，没有不全部读过的。王貞得意于文章，不治生業财产，以读書評论当做。隋朝建立，汴州刺史樊叔略召他为主簿。後举秀才，担任县尉，做官不是他所爱好的，于是称病在家。
隋煬帝即位，镇守江都的齐王楊暕召请他出山，以客礼相待，早晚派人问安。王貞編《文集》献给楊暕，賞受到齐王的赞。王貞又献上《江都賦》，被賜钱十万貫。后来病重回乡，在家中去世。

## 传記資料
- 《隋書》卷76 列传第41
- 《北史》卷83 列传第71

## 延伸阅读
[在维基数据编辑]
 《隋書·卷76》，出自魏徵《隋书》